# Cấu trúc

Cấu trúc của dãy DNA.

Cấu trúc là sự sắp xếp và tổ chức các yếu tố bên trong của một vật hay hệ thống nào đó. Vật liệu cấu trúc bao gồm do con người chế tạo ra như tòa nhà hay máy móc và do tự nhiên như sinh vật, các chất khoáng và hóa chất. Cấu trúc bao gồm cấu trúc dữ liệu  trong máy tính và hình thức âm thanh. 

## Chịu lực

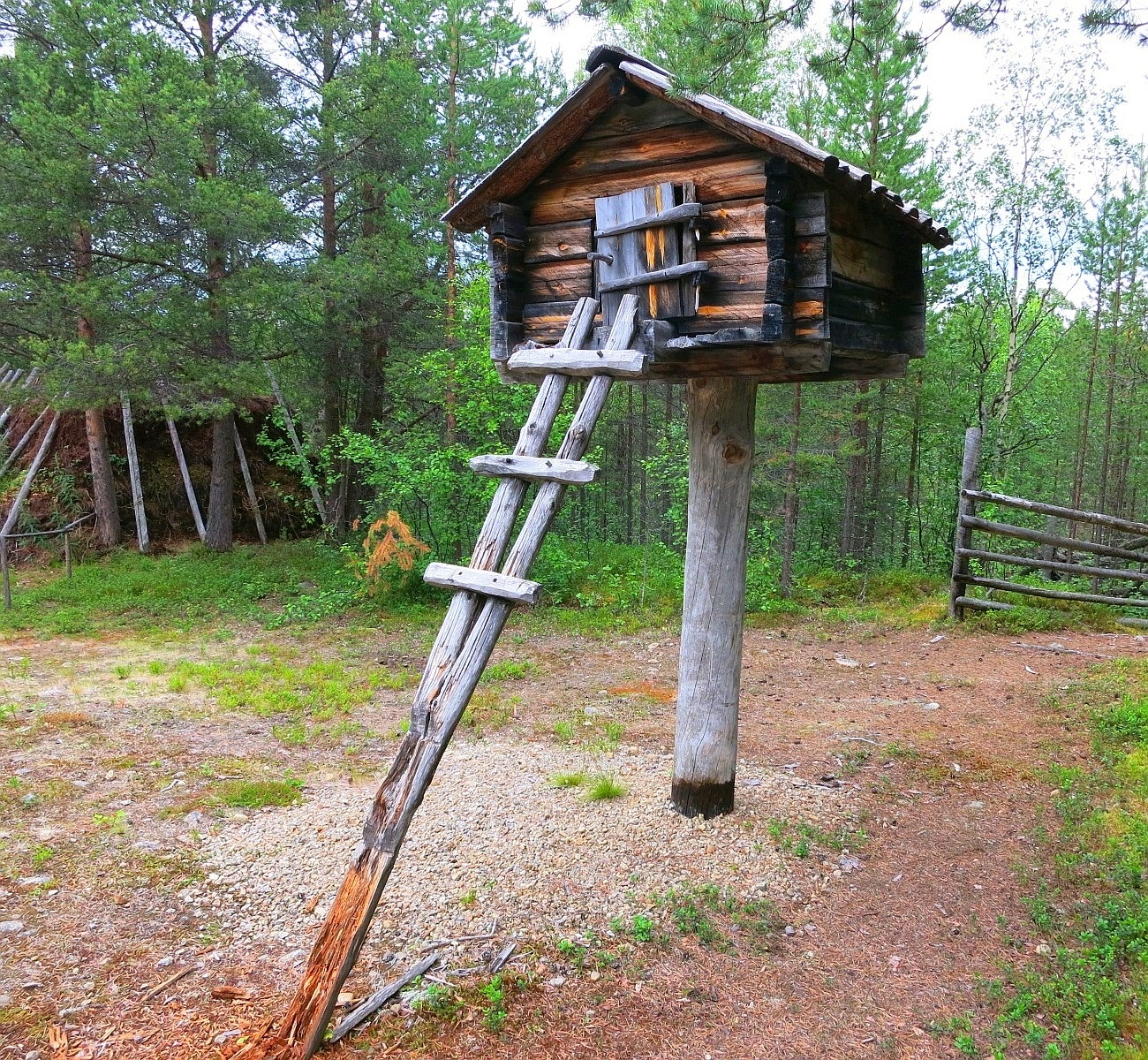
Một căn nhà truyền thống Sami để dự trữ, bảo quản thực phẩm

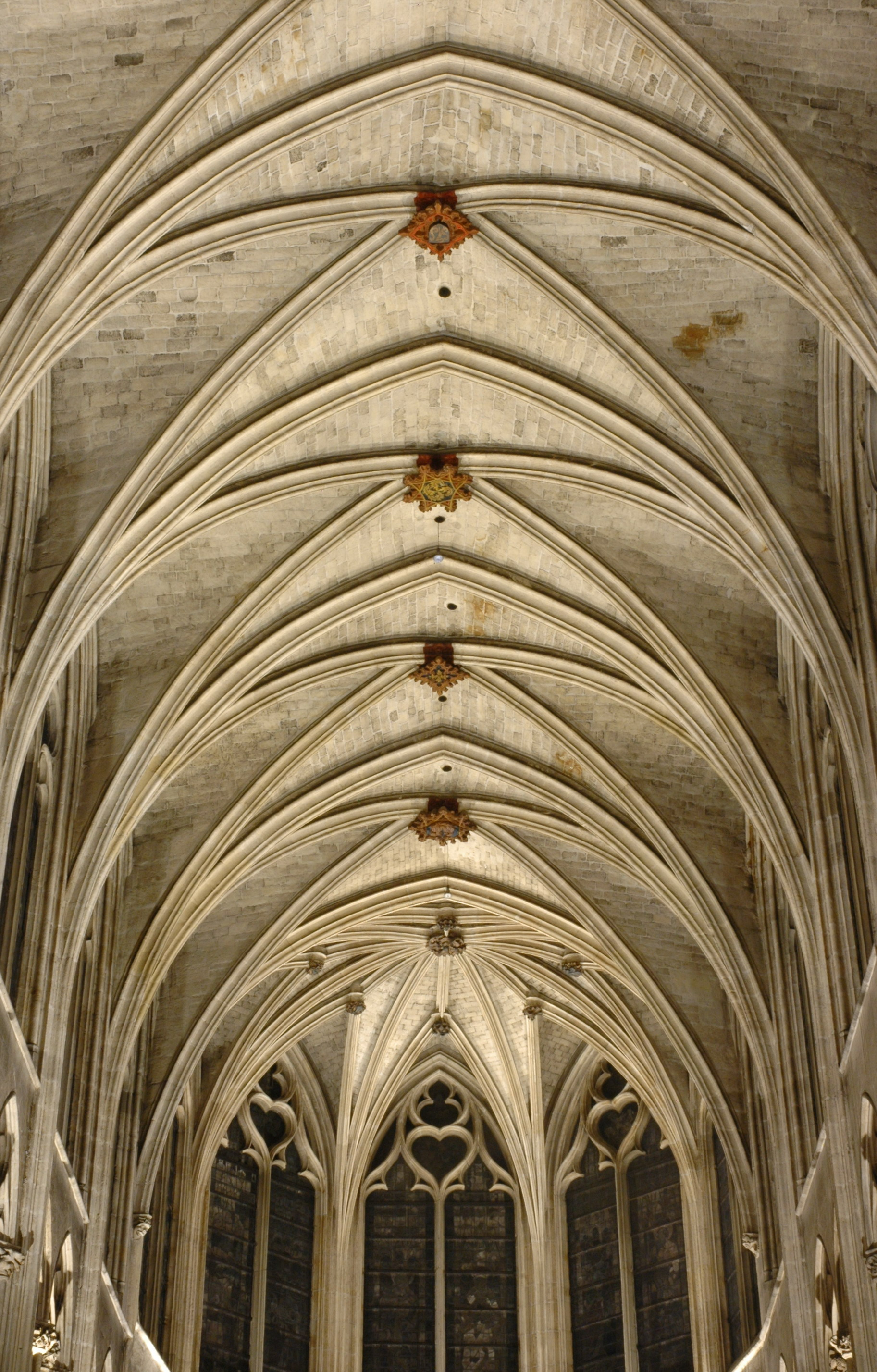
Kiến trúc Gothic của Saint-Séverin - nhà thờ ở Paris

Các tòa nhà, máy bay, bộ khung xương và mái vòm là các ví dụ về kết cấu chịu lực. Các hệ quả của xây dựng được chia thành hai nhóm các tòa nhà và cấu trúc không phải xây dựng, làm cho cơ sở hạ tầng cho loài người. 

## Sinh học

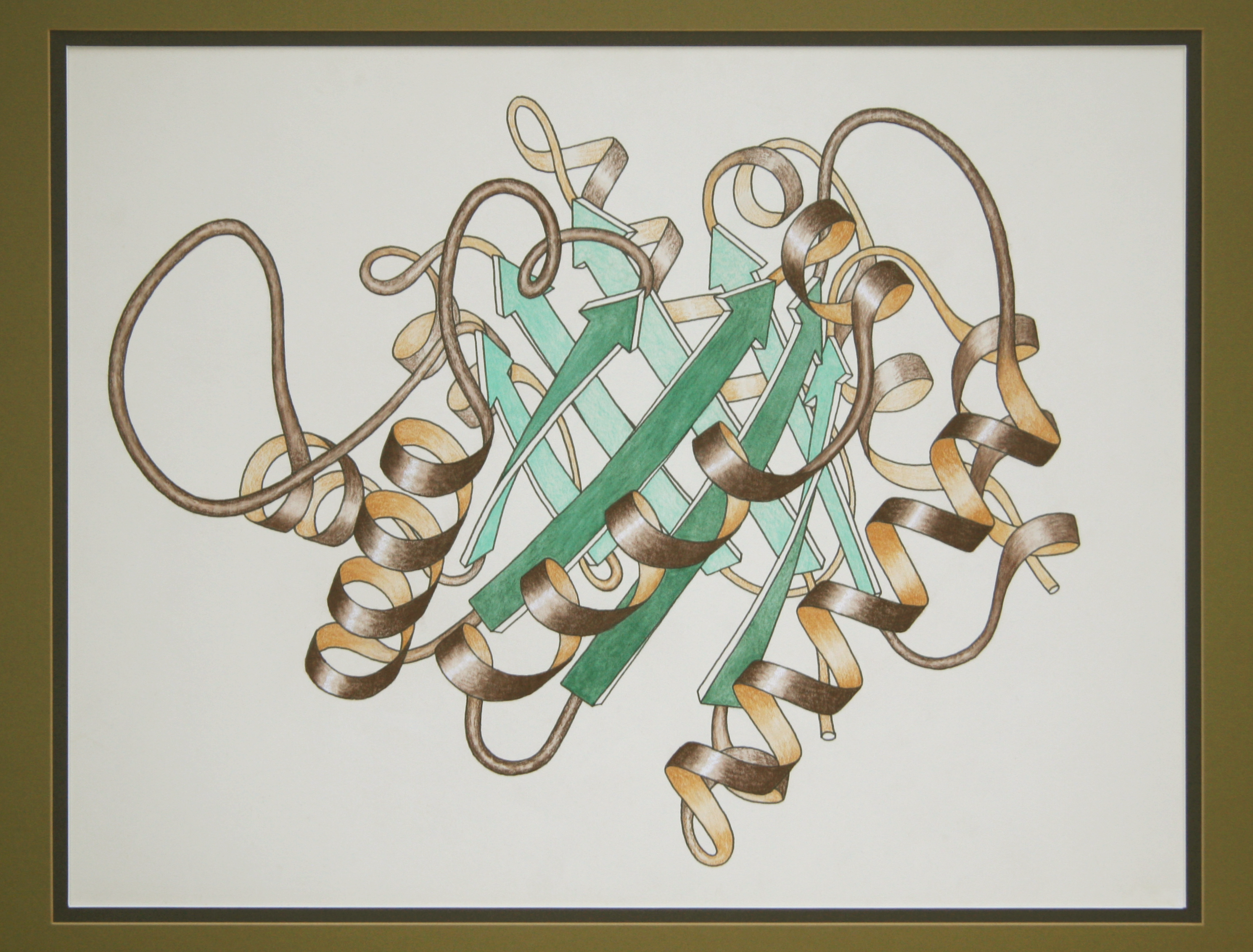
Băng sơ đồ 3D cấu tạo của protein triosephosphate isomerase. Màu nâu xoắn ốc là alpha-xoắn và mũi tên xanh là beta, các sợi thành phần của beta-li.

Trong sinh học, cấu trúc gồm tất cả các cấp tổ chức khác nhau, bao gồm hệ thống theo chiều dọc từ những nguyên tử và phân tử rất nhỏ đến những tế bào lớn hơn, các mô, cơ quan, cơ thể sống, quần thể, quần xã, hệ sinh thái và sinh quyển. 
Cấu trúc sinh học là có liên quan với các cấu trúc  biomolecular của phân tử, đặc biệt là protein và axit nucleic. Các chức năng của các phân tử được xác định theo hình dạng của chúng cũng như thành phần của nó, và cấu trúc của chúng có nhiều cấp độ khác nhau. Cấu trúc Protein có bốn cấp bậc. Các cấu trúc chính là các chuỗi các axit amin làm cho nó mạnh hơn.

## Hóa học

Một bảng công thức cho dopamine

Cấu trúc trong hóa học đề cập đến cả điện tích hình học và cấu trúc điện tích, cấu trúc hóa học. Cấu trúc có thể là đại diện của một loạt các sơ đồ được gọi là các sơ đồ cấu tạo chất hóa học. Cấu trúc Lewis sử dụng một dấu chấm ký hiệu để đại diện cho các electron hóa trị của một nguyên tử, đây là các Electron xác định vai trò của nguyên tử trong phản ứng hóa học. 

## Âm nhạc

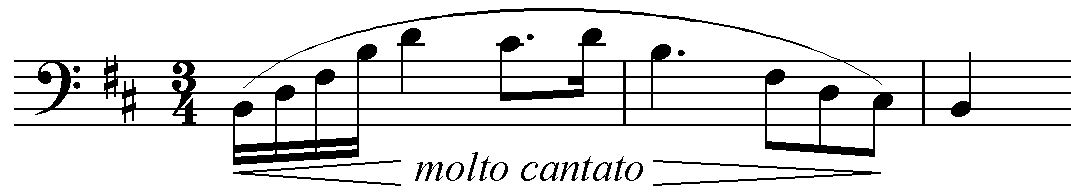
Một bản nhạc từ bài Preludes bởi Chopin

Cấu trúc âm nhạc bao gồm các ký hiệu, nốt nhạc và khung nhạc,... Các thành phần ký hiệu đó tạo ra một bài hát hoàn chỉnh.

## Xã hội
Một cấu trúc hội là một mô hình của các mối quan hệ, từ cá thể (cá nhân), gia đình, người thân, bạn bè, cộng đồng, xã hội... Có nhiều loại cấu trúc xã hội như cấu trúc trong gia đình và sơ đồ tổ chức nhân viên trong một công ty, nhà máy. Cấu trúc này gồm nhiều người, có người giữ vị trí cao như nhân vât chủ chốt hay ông bà trong một gia đình; các thành phần thấp hơn các nhân viên, công nhân hay con cháu trong gia đình.